# Corn (Lot)
Corn ist eine französische Gemeinde mit 238 Einwohnern (Stand 1. Januar 2022) im Département Lot in der Region Okzitanien (vor 2016: Midi-Pyrénées). Die Gemeinde gehört zum Arrondissement Figeac und zum Kanton Figeac-1.
Der Name der Gemeinde leitet sich laut Cassagne wahrscheinlich vom urkeltischen kor oder karn (deutsch Anhöhe, Felsspitze) ab. Das Wort kor lässt sich der proto-indoeuropäischen Wurzel kar- (deutsch Stein, Felsen) zuordnen. Andere Theorien sehen den Namen als Ableitung des lateinischen cornu (deutsch Horn) oder als Verweis auf einen Wald von Hartriegeln (französisch cornouiller). Der heutige Name ist relativ jung. Bis zum 13. Jahrhundert wurde das Dorf „Béduer de Bedorio“ genannt und „Corn“ war der Name der Burg.
Die Einwohner werden Cornicquois und Cornicquoises genannt.

## Geographie
Corn liegt circa elf Kilometer westlich von Figeac in dessen Einzugsbereich (Aire urbaine) in der historischen Provinz Quercy.
Das Gebiet der Gemeinde liegt im Regionalen Naturpark Causses du Quercy.
Umgeben wird Corn von den sieben Nachbargemeinden:
| Livernon                | Reyrevignes                                 | Cambes  |
| Grèzes                  | Kompassrose, die auf Nachbargemeinden zeigt | Boussac |
| Espagnac-Sainte-Eulalie | Béduer                                      |         |

Corn liegt im Einzugsgebiet des Flusses Garonne. Der Célé, ein Nebenfluss des Lot, durchquert in Schlingen das Gebiet der Gemeinde.

## Geschichte
Das Dorf von Saint-Laurent ist vermutlich der Ursprung der heutigen Gemeinde. Die Pfarrgemeinde mit einer Kirche, von der heute nur noch Überbleibsel zu finden sind, unterstand der Familie Barasc bis zum Verkauf an die Seigneurs von Cardaillac. Während des Hundertjährigen Krieges wurde die Pfarrkirche im Jahre 1371 von englischen Truppen zerstört.
Während der Französischen Revolution wurde die Gemeinde Roquefort in die Gemeinde eingegliedert, die eine Zeit lang den Namen Corn et Roquefort trug.

## Einwohnerentwicklung
Nach Beginn der Aufzeichnungen stieg die Einwohnerzahl in der ersten Hälfte des 19. Jahrhunderts auf einen Höchststand von 810. In der Folgezeit sank die Größe der Gemeinde bei kurzen Erholungsphasen bis zu den 1980er Jahren auf rund 1555 Einwohner, bevor sich mit der Jahrtausendwende eine Wachstumsphase einstellte, die bis heute anhält.
| Jahr      | 1962 | 1968 | 1975 | 1982 | 1990 | 1999 | 2006 | 2011 | 2022 |
| --------- | ---- | ---- | ---- | ---- | ---- | ---- | ---- | ---- | ---- |
| Einwohner | 201  | 210  | 169  | 157  | 163  | 157  | 193  | 197  | 238  |

## Sehenswürdigkeiten

### Schloss Goudou

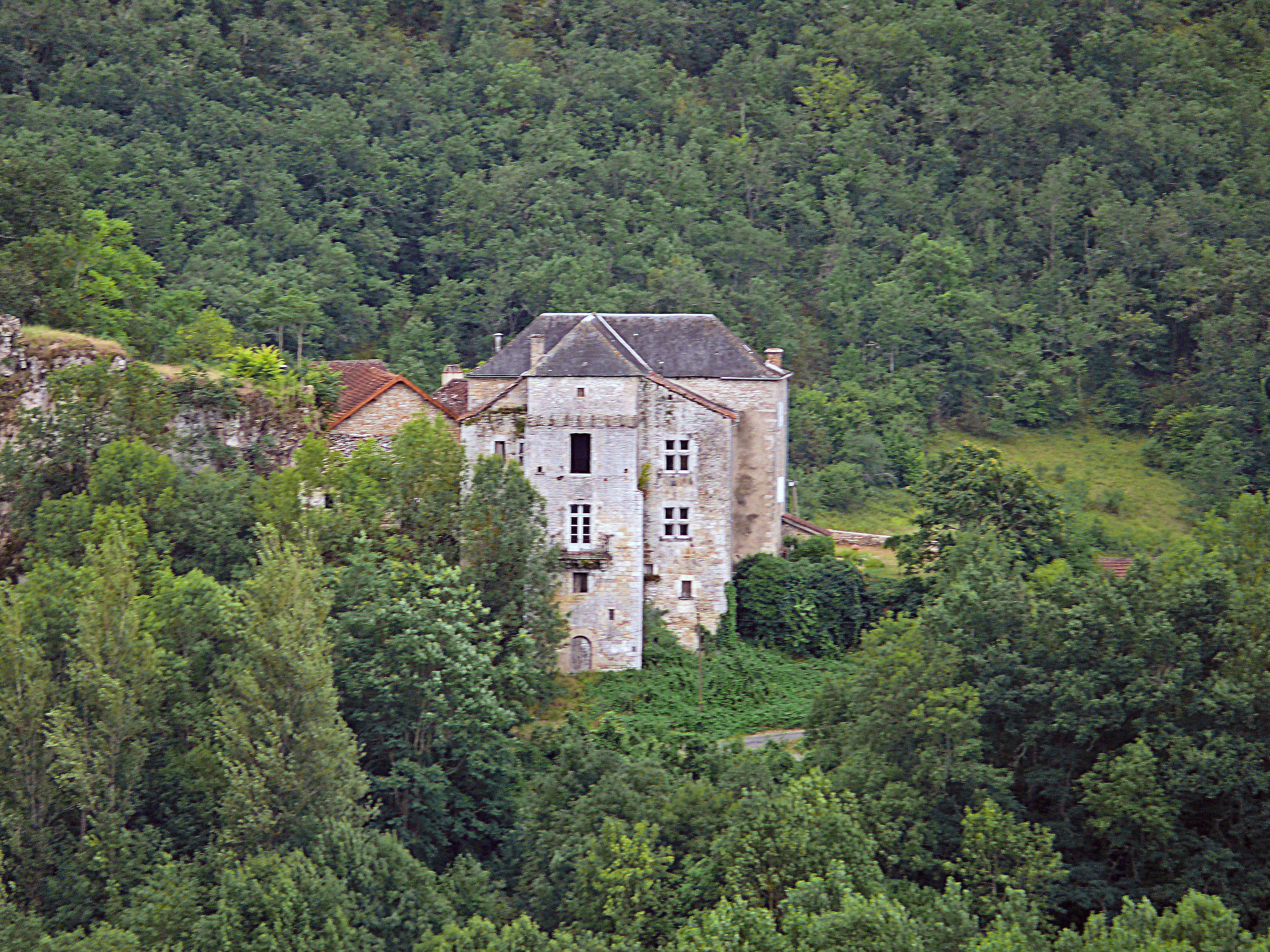
Schloss Goudou

Die Goudous, die den Stand von Rittern hatten, wurde im 12. Jahrhundert im Kopialbuch des Zisterzienserklosters Obazine im heutigen Département Corrèze erwähnt. Ein Guillaume de Goudou wurde im 14. Jahrhundert zum Vizekanzler des Königreichs Sizilien ernannt, anschließend zum Erzbischof von Salerno. In der ersten Hälfte des 15. Jahrhunderts ging die Grundherrschaft an die Familie Garnet, danach über eine Heirat von Jeanne de Garnet mit Gabriel de Lentillac im Jahre 1544 an die Familie Lentillac und schließlich über eine Heirat und Vererbung an die Familien Corn und Lostanges-Béduer, die bis zur Französischen Revolution die Grundherren von Goudou waren.
Der Turm aus dem 14. Jahrhundert ist im Mittelpunkt der Gebäude, die älter vor dem 19. Jahrhundert errichtet wurden. Hierzu zählen auch die beiden Flügeln, die den Turm einrahmen. Änderungen wurden am Ende des 15. oder zu Beginn des 16. Jahrhunderts vorgenommen, aber umfangreiche Arbeiten wurden besonders im 17. Jahrhundert durchgeführt. Nach der Revolution wurde das Schloss verkauft und ein neuer Wohntrakt wurde im Süden gegen 1880 hinzugefügt. Dabei wurden alle Galerien, die den gesamten oberen Teil umsäumt hatten, abgerissen.
Die Burg wurde auf einem Felsvorsprung, teils auf terrassenförmigen Untergrund, über dem Tal des Célé erbaut. Die Fassade des Wohngebäudes aus dem Ende des 19. Jahrhunderts orientiert sich nach Süden zum Hof hin. Der westliche Flügel neben dem Turm ist aus zugeschnittenen Bruchsteinen, der Turm selbst aus Werksteinen errichtet. Sein Untergeschoss ist an der Nordseite über einen rundbogenförmigen Eingang zugänglich. Der Ostflügel bewahrte einen Eingang mit Tragsteinen und darüber eine heute zugemauerte, lanzettenförmige Fensteröffnung.

### Schloss Roquefort
Zu Beginn des 15. Jahrhunderts war Roquefort vermutlich im Besitz von Pierre de Grammont, der vor 1427 starb. Seine Witwe Delphine Othon vererbte 1470 ihren gesamten Besitz an ihren Son Bertrand aus zweiter Ehe mit Guillaume de Lascazes (oder Las Cases), der aus dem Languedoc stammte. Im Jahre 1504 wurde Dorde de Lascazes Seigneur von Roquefort mit voller Gerichtsbarkeit, Haus, Garten, Weinberg und Mühle. Die Familie Lascazes behielten diesen Besitz bis zum Verkauf im Jahre 1736 an Jacques Delfau, Seigneur von Bouillac, Schatzmeister Frankreichs der Généralité von Montauban.
Das Schloss hat zwei mit Zinnen bewehrte Mauern bewahrt, die vermutlich Überbleibsel der ersten Burg aus dem 11. Jahrhundert sind. Eine Kreuzscharte mit zwei horizontalen Schlitzen in einem viereckigen Turm bezeugt eine Bautätigkeit im 14. Jahrhundert. Anhand der Form der Fenster ist darauf zu schließen, dass er zu einem Treppenturm am Ende des 15. Jahrhunderts hergerichtet wurde. Keine Spuren zeugen heute von einem viergeschossigen Turm, den Déodat de Lascazes im Jahre 1520 errichten ließ. Die heutigen Gebäude sind im Wesentlichen das Resultat von Baumaßnahmen im 17., 18. und 19. Jahrhundert. Das Lanzettenfenster, das ein früheres Fenster aus dem 18. Jahrhundert ersetzte, gehört zu den jüngsten dieser Arbeiten.
Das Schloss ist am Ufer des Célé am Fuß einer Steilwand errichtet worden. Das Wohnhaus, an der Landstraße gelegen, ist ein großes dreigeschossiges Gebäude mit rechtwinklig abstehenden Flügeln. Der südliche Flügel ist an eine Gruppe von Gebäuden gebaut, die auch den viereckigen Turm aus Werksteinen mit einer umlaufenden Hurde umfasst. Die beiden Querstockfenster des Gebäudes im Osten sind zur gleichen Zeit wie die Treppe entstanden. Sie besitzen abgerundete Einrahmungen mit gekreuzten Stäben an den Ecken oder Kielbogen auf dem Sturz. An der nordwestlichen Ecke des Schlosses diente ein großer Felsen als Fundament eines Gebäudes, von dem nur die beiden mit Zinnen bewehrten Mauern übrig geblieben ist.

### Ehemalige Burg
Die Familie Corn wurde seit dem Beginn des 13. Jahrhunderts in den Aufzeichnungen erwähnt. Sie bilden einen Zweig der Familie Barasc, die Seigneurs von Béduer. Die beiden Familien bildeten eine gemeinsame Grundherrschaft über Corn im 13. Jahrhundert. Während des Hundertjährigen Krieges gehörte Corn zu den Territorien, die vom Grafen von Armagnac zurückgekauft wurde. Aber der Hauptmann der englischen Truppen, Bertrand de Basserat, ließ im Jahre 1380 Gräben ausheben und Befestigungen anbringen. Im Jahre 1504 hielten der Edelmann Sancho de Corn, Seigneur von Anglars, Jean de Béduer und der Doyen von Figeac gemeinschaftlich je ein Drittel der Grundherrschaft inklusive aller Gerichtsbarkeiten.
Die Überbleibsel der ehemaligen Burg im Zentrum der heutigen Gemeinde stammen aus dem 13. oder 14. Jahrhundert und sind in den Stützmauern des Gartens, geschleiften Mauern und in den Fassaden des Hauses zu finden, das heute einen Teil der Burganlage besetzt. Der Bergfried, der aus Fotografien bekannt ist, wurde in den 1960er Jahren abgerissen. Sein Fundament ist noch am Rande und unter dem Garten vorhanden.

### Herrenhaus Mandens
Die Geschichte von Maudens ist wenig belegt. Der Ort gehörte im 16. Jahrhundert François de Cayron, einem Bürger aus Figeac, und das „Schloss“ wurde während der Hugenottenkriege von protestantischen Truppen unter dem Hauptmann Mausse attackiert. Eine Verständigung wurde eröffnet, um Schüsse der Feldschlangen zu vermeiden, die vor dem Gebäude aufgestellt waren. Gegen Übergabe von Weizen und 200 Écu zogen die Angreifer wieder ab. Die Fenster, die teilweise an der Rückwand des Gebäudes erhalten geblieben sind, erlauben es, die Errichtung des Herrenhauses auf das 17. Jahrhundert zu datieren. Ebenso könnte der Taubenschlag an der Westseite zur gleichen Zeit entstanden sein. Die Südfassade wurde zu einem großen Teil oder vollständig im 18. Jahrhundert saniert worden sein.

### Megalithen
Im Gebiet der Gemeinde gibt es mehrere Megalithenstandorte; darunter:
- der Menhir in Le Suquet,
- der Dolmen du Puech d’Arsou,
- die Dolmen d’Auriac,
- der Dolmen von Peyrelongue.

Dolmen in Corn
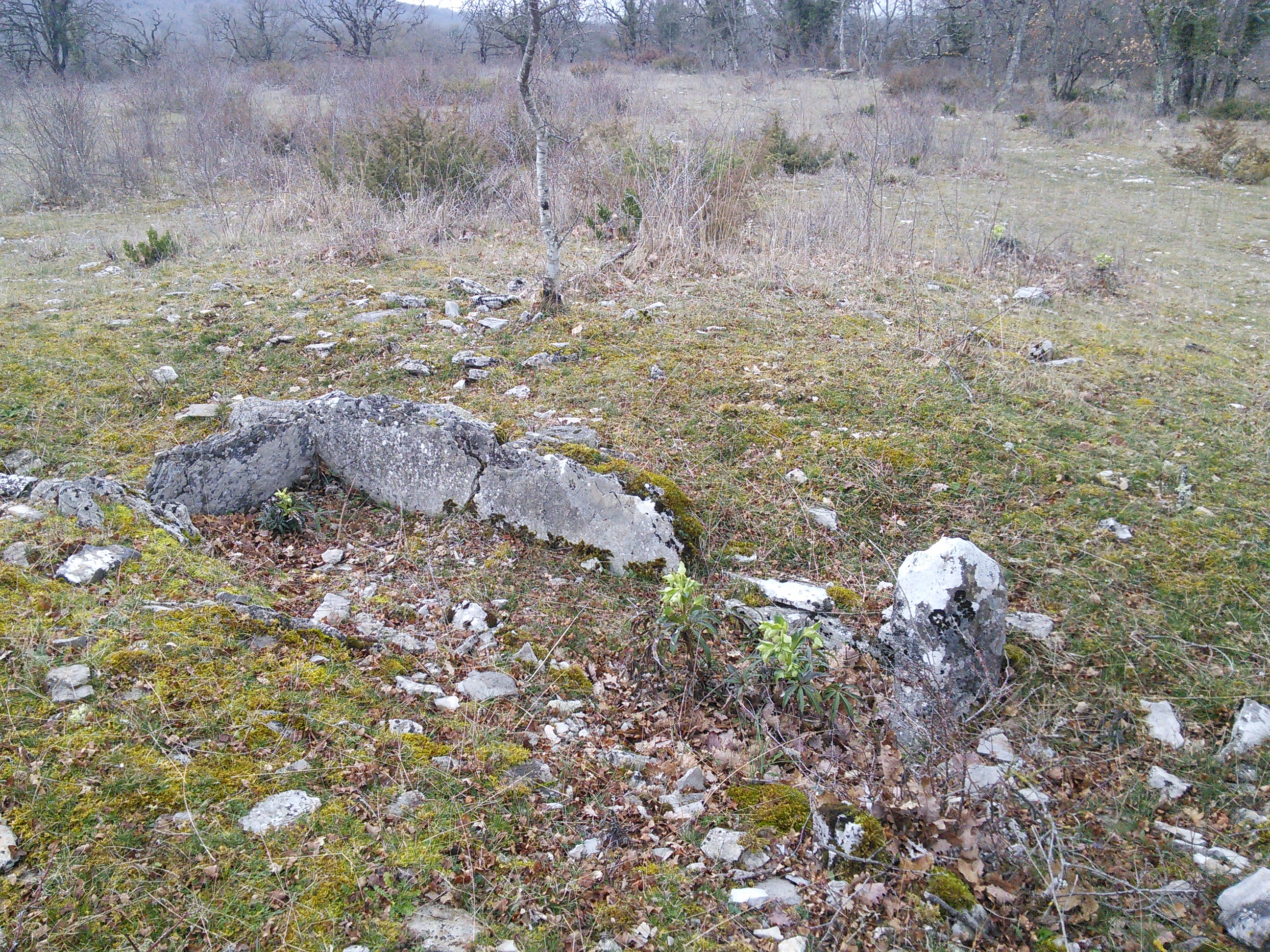
Dolmen Le Pech d’Arsou
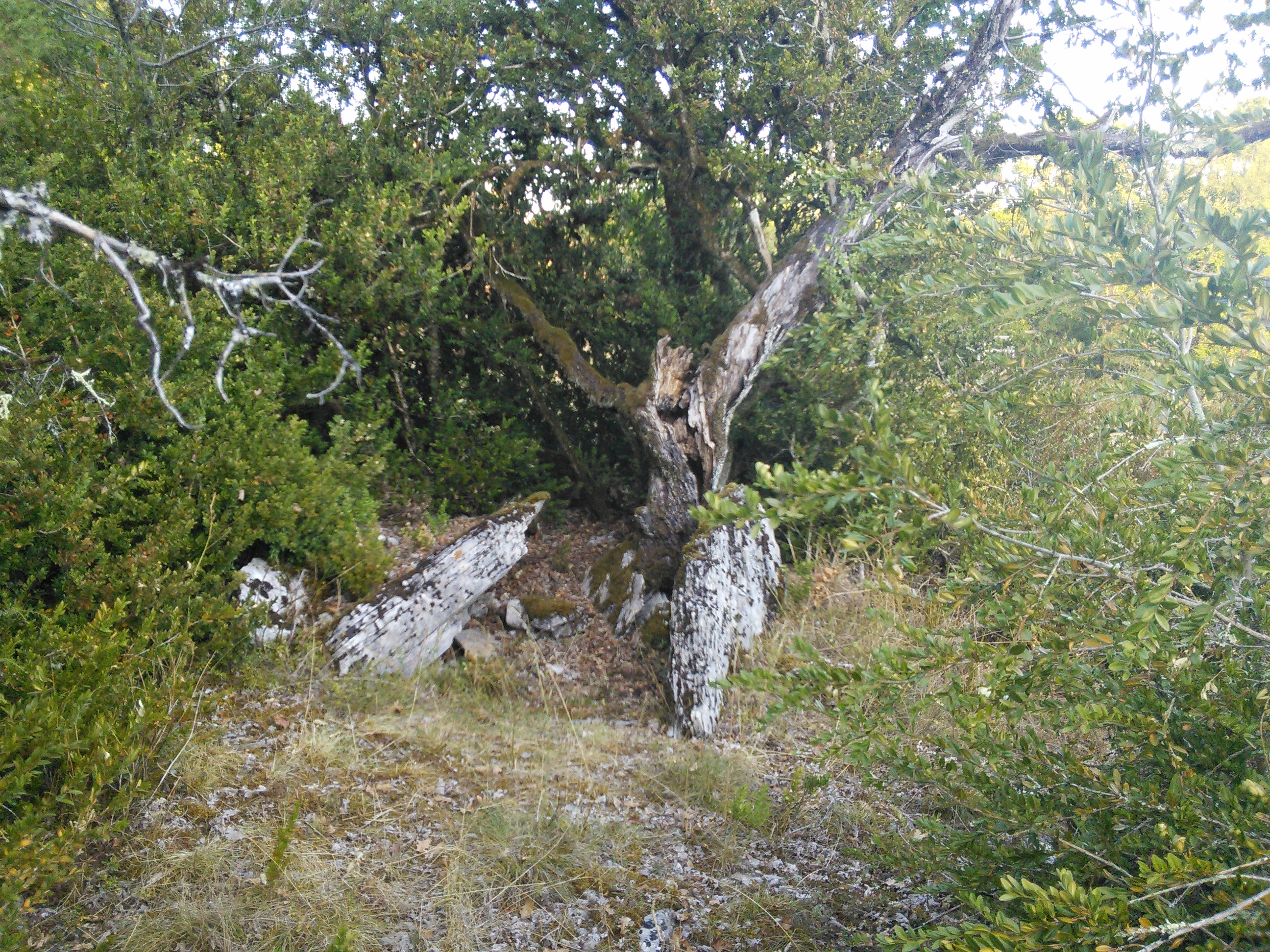
Dolmen Auriac
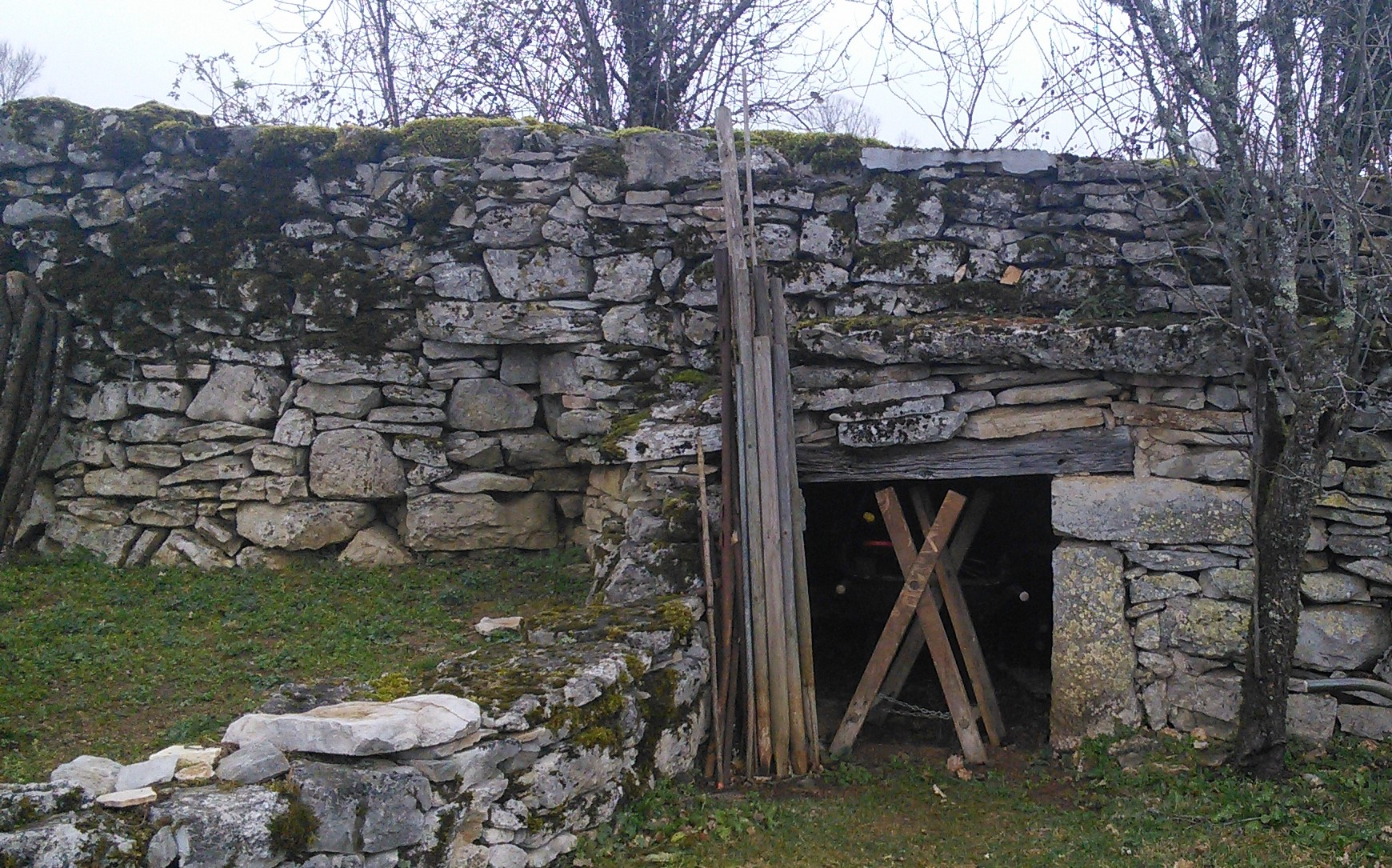
Dolmen Peyrelongue

## Wirtschaft und Infrastruktur

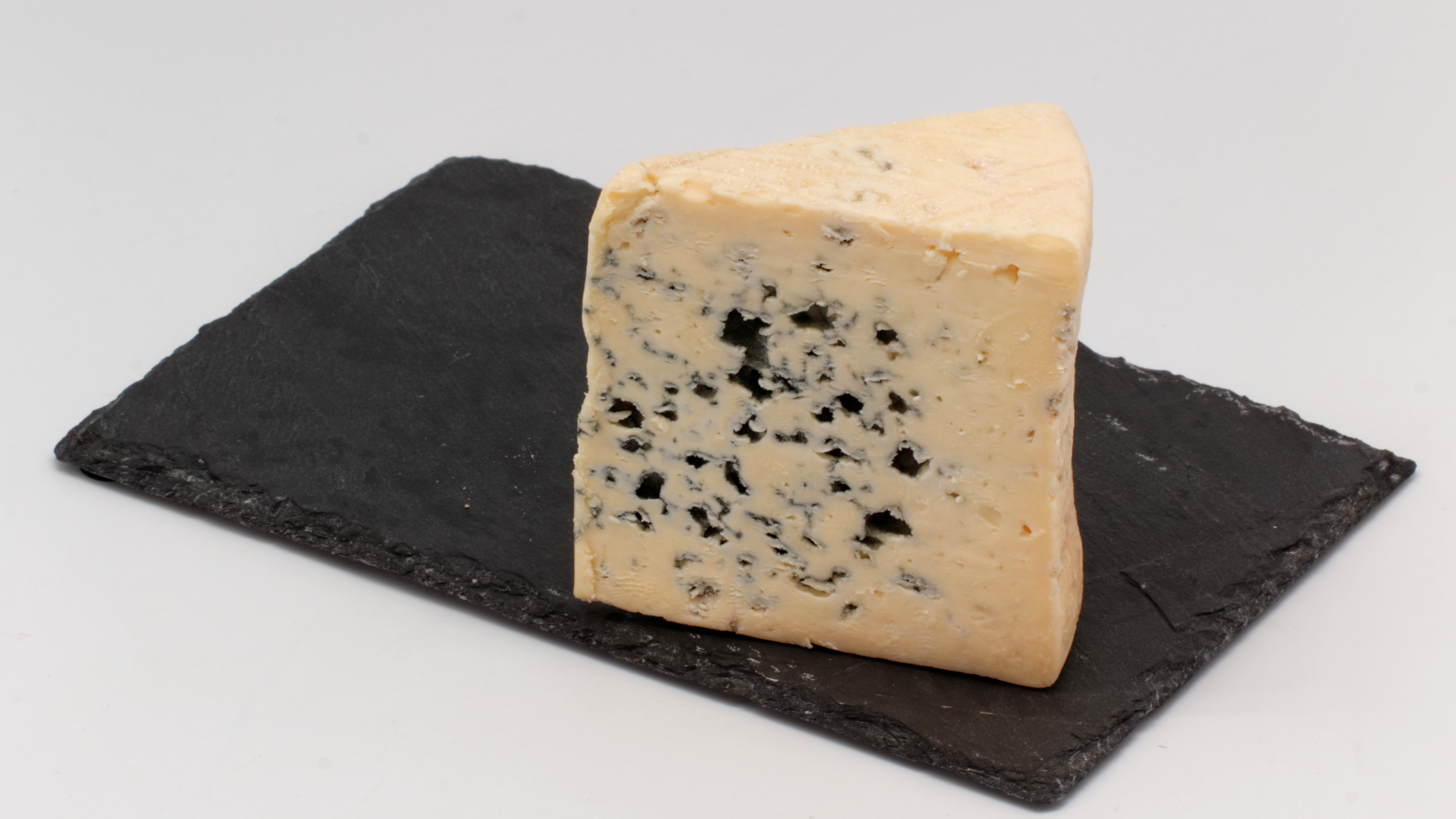
Blauschimmelkäse Bleu des Causses
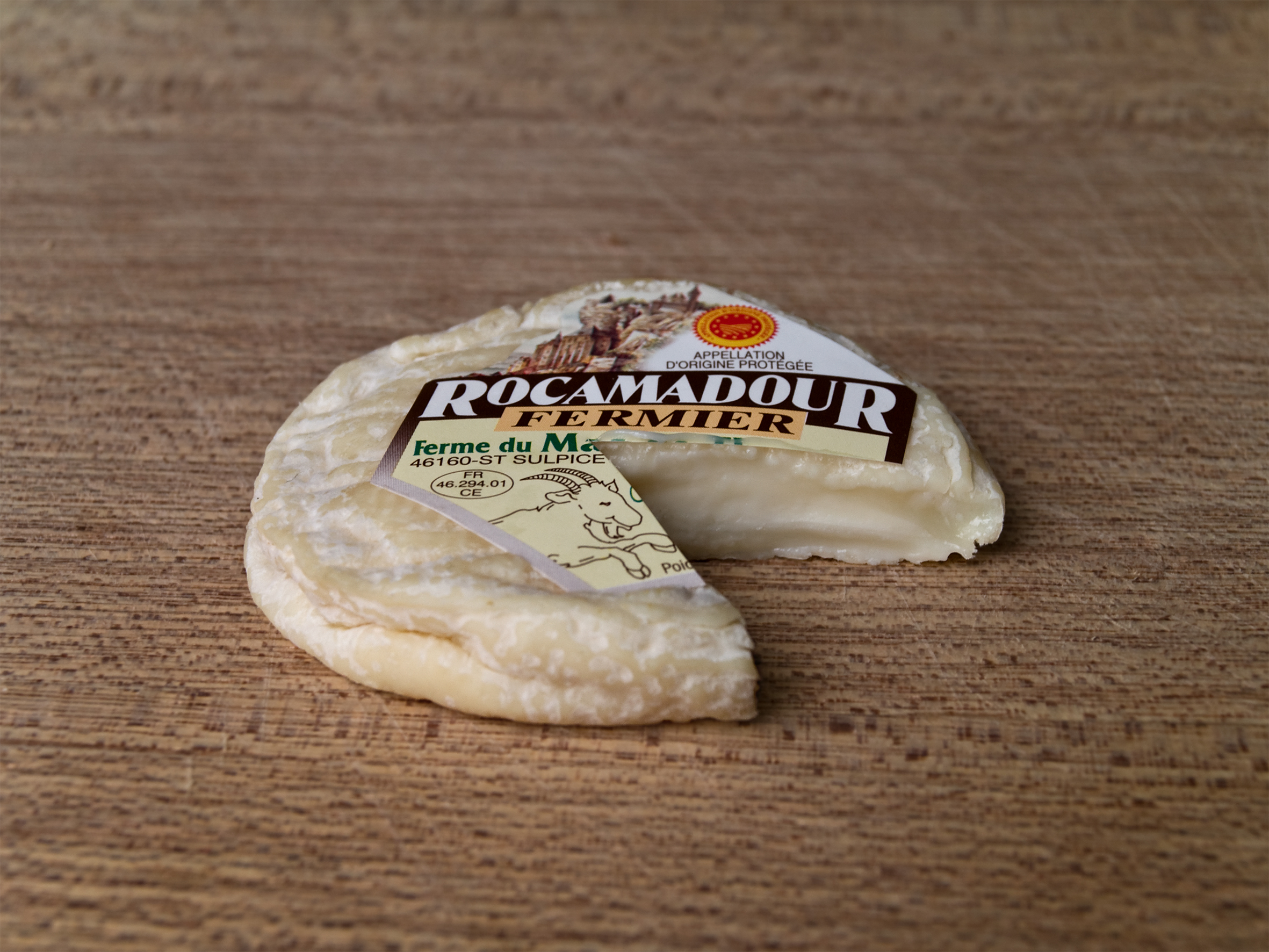
Rocamadour-Käse

Corn liegt in den Zonen AOC
- des Blauschimmelkäses Bleu des Causses,
- des Rocamadour, eines Käses aus Ziegenmilch und

Logo des Jakobswegs

- des Nussöls des Périgord.[13]

### Sport und Freizeit
Der Fernwanderweg GR 651 führt auch durch das Zentrum von Corn. Er ist ein alternativer Weg der Via Podiensis, eines der vier Jakobswege in Frankreich.

### Verkehr
Corn ist erreichbar über die Routes départementales 41, 113 und 802.